# بارد (إيطاليا)
بارد، (بالإنجليزية: Bard)‏، (الإيطالية:Valdôtain)، هي بلدة و(بلدية) في منطقة وادي أوستا في شمال غرب إيطاليا. إنها جزء من وحدة بلدية فالديتينيس دو مونت روز، ويبلغ عدد سكانها 134.

## السكان
في سنة 1861 بلغ عدد السكان 515 نسمة، وتطور العدد ليصل في سنة 2011 لـ 125 نسمة.
يظهر هذا المخطط البياني تطور النمو السكاني لـ بارد (إيطاليا)